# 大布任卡
48°55′57″N 28°49′37″E / 48.93250°N 28.82694°E
大布任卡（烏克蘭語：Велика Бушинка），是烏克蘭西南部的村莊，隸屬文尼察州的文尼察區。該村始建於1443年，面積3.38平方公里，海拔高度268米，2001年人口1,364，人口密度每平方公里403.4人。